# Přírodní park Klánovice-Čihadla
Přírodní park Klánovice-Čihadla je chráněným územím v Praze 9. Zahrnuje menší chráněná území Klánovický les (Cyrilov), Počernický rybník, V pískovně, Xaverovský háj a Prameniště Blatovského potoka. Rozloha přírodního parku je 907,7 hektaru.
V České republice je nyní přes sto přírodních parků. Přírodní park Klánovice-Čihadla je největším přírodním parkem v Praze (2222,8 ha). Na jeho ploše se také rozkládá významná plocha lesů a zahrnuje také menší chráněná území přírodní rezervace Klánovický les – Cyrilov a V pískovně, přírodní památky Počernický rybník, Xaverovský háj a Prameniště Blatovského potoka a památné stromy (dub letní) v Klánovicích, v Dolních Počernicích, na návsi v Hostavicích a ve Farské ulici.

## Lokalita
Největší pražský přírodní park se rozkládá ve východní části Prahy na území Kyjí, Dolních a Horních Počernic, Běchovic, Klánovic, Újezdu nad Lesy a Úval. Přibližným tvar tohoto území je tvar lichoběžníku. Celý komplex se vyskytuje v oblasti středočeské kotliny na rozhraní mezi středočeskou vrchovinou a nížinou středního Polabí. Na tomto území je členitost terénu minimální. Dále v okolí území přírodní rezervace je hustá městská a příměstská zástavba.

## Historie
Klánovický les také nazývaný Vidrholec. První historická zmínka je již ze středověku. Na území Vidrholce se nacházelo pár vesnic a vedla zde císařská silnice z Prahy na Moravu. Zdejší neúrodná půda a třicetiletá válka se značně podepsaly na vesničanech. Proto v průběhu 16. a 17. století vesničané opouštěli okolí Vidrholce. Jelikož zde nikdo nežil, mohl zde vzniknout hustý lesní porost, který poskytoval ukrýt lapkům, banditům a různým zlodějům. V 17. století se na tomto území pohyboval i známý lupič Petrovský se svými muži.
Klánovický les v 17. století pokrýval mnohem větší plochu, nežli je tomu dnes. Táhl se až ke Kolodějím, k jejichž panství patřil. Až do 19. století byl skoro nedotčen lidmi. Kvůli výstavbě železniční tratě zde byly vykáceny stromy a byly vypuštěny rybníky Slavětický a Žák. Na nedlouho na tyto události v roce 1845, kdy byla dokončena železniční dráha, vyjel první vlak napříč Klánovickým lesem.  V těchto letech většinu lesa vlastnil rod Lichtensteinů. Roku 1945 byla ale část lesa převedena státu a druhá část obci Klánovice.

## Přírodní poměry
Podstatnou částí parku jsou zalesněné úseky, dnes z větší části maloplošně chráněné. Na západě je to přírodní památka Xaverovský háj, východněji pak rozlehlý lesní komplex z větší části zahrnutý do přírodní rezervace Klánovický les-Cyrilov. Ještě dále k západu se pak nachází menší chráněné území přírodní rezervace V pískovně, což je bývalá pískovna (dnes zatopená) s přilehlým úsekem nivy potoka Rokytka, která se stala refugiem mokřadní květeny, význačné mokřadní entomofauny, obojživelníků, mezi jiným i skokana skřehotavého (Pelophylax ridibundus) a četných vodních ptáků.

### Klimatologie
Tato oblast se dělí na dvě části. Dělí se na část teplou a mírně teplou. U teplé části platí, že jsou teplá a suchá léta, mírně teplá jara a podzimy. Zima trvá relativně krátkou dobu a je chudší na srážky. Mírně teplá oblast má mírně suché a dlouhé léto a mírnou, krátkou a suchou zimu.

### Hydrologie
Oblast Klánovického lesa patří do povodí Vltavy. Vyskytuje se zde pár potůčků a spousta různých rašelin. Pramení zde hned dva potoky Horoušanský a Běchovický.
Charakteristickým jevem je plošné zamokření oglejených půd. Nejčastěji se to dá pozorovat podél vodotečí (časté je zrašelinění).

### Geologie
Z geologického hlediska je území tvořeno břidlicemi, drobami a pískovci ordoviku, které se nadále zhruba od linie Horní Počernice-Běchovice postupně noří pod jíly, slepence a pískovce druhohorního křídového stupně cenoman.

### Pedologie
Půdy na severozápadní části parku jsou lehčí, hlinité písky s mělkým profilem. Půdy na jihovýchodní straně komplexu jsou převážně hlubší hlinité půdy. Tyto půdy patří do propustných oligotrofních až mezotrofních hnědozemí. Je zde spousta podmáčených míst a dochází tu ke vzniku dřevité slatiny v ostrůvcích olšin.

### Fauna
V této lokalitě žije spoustu živočichů od měkkýšů až po vzácné ptactvo. V Klánovickém lese žije okolo 20 druhů savců. Nejčastěji se dají vypozorovat druhy jako je rejsek obecný (Sorex araneus), ježek západní (Erinaceus europaeus), kuna lesní (Martes martes), myšice křovinná  (Apodemus sylvaticus), zajíc polní (Lepus europaeus), bažant obecný (Phasianus colchicus) a hned několik druhů netopýrů. Dále se zde také dá pozorovat srnčí a černá zvěř.
Lokalita je také velmi významná výskytem vzácných druhů hmyzu, především pavouků, vázaných na rašeliniště. Pouze na tomto místě byli nalezeni vzácní slíďáci (Hygrolycosa rubrofasciata a Pirata uliginosus) a plachetnatky (Saaristoa abnormit). Dále zde byl také nalezen vzácný paslíďák (Oxyopes ramosus) a punčoškář zemní (Coelotes terrestris).
Z řad brouků jsme schopni nalézt střevlíčky (Stenolophus mixtus, Bembidion fumigatum) nebo velmi vzácného nosatečka (Eubrychius velutus). Také motýli se zde vyskytují, ale ty nejvýznamnější druhy, jako např. zdobníček rákosinový, vrbkovníček mokřadní nebo travařík velký, se zde vážou na porosty rákosu, které jsou hojně u Velkého počernického rybníka v Dolních Počernicích. Občas je možné zahlídnout otakárka fenyklového (Papilio machaon, Linné), který se zase váže na ovocné dřeviny v okolí.
Běžně se na území vyskytují obojživelníci jako jsou např. skokan zelený (Pelophylax esculentus) a hnědý (Rana temporaria), čolek velký (Triturus cristatus) nebo ropucha obecná  (Bufo bufo). Z měkkýšů pak škeble rybničná (Anodonta cygnea), okružák (Anisus vortex) či bahenka (Viviparus contectus).
Ornitologové zde také našli přibližně 60 druhů hnízdících ptáků. Území Počernického rybníka je významným útočištěm mnoha druhů vodních a bahenních ptáků. Místní vegetace zajistila velice příznivé podmínky pro hnízdění ptactva a velmi dobře slouží také jako odpočinková lokalita při tahu ptáků do teplejších krajin. Mezi zde hnízdící ptáky můžeme zahrnout např. potápku roháče (Podiceps cristatus), labuť velkou (Cygnus olor), kachnu divokou (Anas platyrhynchos), lysku černou  (Fulica atra), slípku zelenonohou (Gallinula chloropus), moudivláčka lužního (Remiz pendulinus)či strnada rákosního (Emberiza schoeniclus). Naopak z ptáku, kteří táhnou na jih, zde můžeme při větším štěstí zastihnout orlovce říčního (Pandion haliaetus), kormorána velkého (Phalacrocorax carbo) nebo lžičáka pestrého (Anas clypeata). Občas zde byly také viděny druhy jako jsou ledňáček říční (Alcedo atthis), ťuhýk obecný (Lanius collurio) či káně lesní (Buteo buteo).

### Flóra
Převládají zde druhotné lesnické výsadby (borovice lesní, smrk ztepilý a dub červený). Bylinný podrost zde odpovídá především acidofilním doubravám. Význačné jsou pro toto místo také bezkolencové, lipové a bikové doubravy, které se nacházejí hojně v přírodní památce Xaverovský háj. Na hodně místech tu roste bříza pýřitá (Betula pubescens), která se dost často kříží s břízou bělokorou (Betula pendula) a vznikají tu kříženci těchto dvou druhů. Dále se tu vyskytují acidofilní rostliny, které jsou v Praze vzácné, např. smilka tuhá (Nardus) či prha arnika (Arnica montana). Jelikož nedaleko je teplé Polabí je tu viditelný lehký náznak výskytu ochmetu evropského (Loranthus europaeus) na dubech. Železniční trať Praha-Kolín je poseta četným počtem menších tůní s rašeliníkem (Sphagnum) a bublinatkou jižní (Utricularia australis).
Dále sem spadá Přírodní rezervace V pískovně, která se rozkládá mezi Rokytkou a Svépravickým potokem. V poměrně nedávné minulosti zde skončila těžba v pískovně a území bylo poměrně rychle zatopeno. V území převládají mokřadní druhy rostlin jako kosatec žlutý, žluťucha lesklá, kakost měkký, ostřice pašáchor či dvojzubec trojdílný.
Velký počernický rybník má kolem sebe vysoké ostřicové porosty. V litorálu rybníka roste rákos obecný (Phragmites australis), orobinec úzkolistý (Typha angustifolia L.) a chrastice rákosovitá (Phalaris arundinacea). Z vodní vegetace můžeme jmenovat šejdarku bahenní. Na hrázi rybníka je porost starých dubů, z nichž některé dosahují velkých rozměrů a jsou tvarově zajímavé. Ve východní části na pravém břehu rybníka jsou rozsáhlé porosty vrb s několika druhy jako je vrba popelavá (Salix cinerea L.), vrba košíkářská (Salix viminalis) či vrba trojmužná (Salix triandra).

## Ochrana přírody
Dlouhodobě je cílem ochrany území zachovat, v co možná největším množství, rostlinná společenstva i se všemi jejich ekologickými vazbami (živočišné složky). Dále je cílem vytvářet vhodné a stabilní podmínky. Díky managementovým zákrokům se předpokládá zlepšení stavu daného území. Pojednává se o úpravy druhové skladby porostů na porosty přirozené, odstraňování geograficky nepůvodních porostů a jedinců a stanoviště nevhodných dřevin. Také je snaha o úpravu prostoru a vytvořit vhodné podmínky pro přirozené zmlazení. Také bylo nutné upravit některé používané technologie a postupy ve smyslu zjemnění dopadů na životní prostředí. Nemělo by se ale také zapomínat na zachování velmi starých dubů, které jsou tu už velice dlouhou dobu.
Bohužel v minulosti na tomto místě byly prováděny výsadby nevhodných a nehodících se dřevin. Na většině ploch, kde tyto výsadby byly prováděny, byla realizována obnova především borovicí a v malém procentním zastoupení pak i jinými druhy jako je bříza a dub. Škody způsobené nevhodným lesním hospodařením  spočívají v preferování jehličnatých stromů (borovice, modřín).
Na území Klánovického lesa musí být také prováděna myslivecká práce. Škody, které udělala zvěř v minulosti na listnatých kulturách, zde byly velmi patrné. Také je samozřejmě nutná regulace stavů zvěře.
Přírodní rezervace Klánovický les - Čihadla uchovává cenná lesní společenstva. Vyskytuje se zde habrová doubrava, lipová doubrava, bezkolenová doubrava, biková doubrava, mokřady a drobná rašeliniště . Dále velice zajímavý je výskyt kříženců břízy pýřité s břízou bělokorou. Vyskytuje se zde také mnoho rostlin a živočichů. Mezi zvláště chráněné rostliny patří např. lilie zlatohlávek (Lilium martagon) nebo prha chlumní (Arnica montana). Mezi živočišné druhy chráněné evropskou unií v soustavě Natura 2000 patří např. čolek velký (Triturus cristatus), kuňka ohnivá (Bombina bombina), tesařík obrovský (Cerambyx cerdo), modrásek bahenní (Phengaris nausithous), strakapoud jižní (Dendrocopos syriacus) a skřivan lesní (Lullula arborea).
Velkým problémem této oblasti byla těžba nerostných surovin. V malých lůmcích v dávné minulosti probíhala těžba písku. Ty jsou dnes zavodněné a částečně zazemněné. Zatížení prostoru způsobují také výtoky kanalizace do porostů rezervace. Navíc rezervace je všem přístupná, takže se na některých místech vyskytují odpadky. Momentálně největším problémem se jeví kůrovec, který napadá stromy po celém lese. Za zmínku také určitě stojí spor o pozemky na území Klánovického lesa. Akciová společnost Forest Golf Resort Praha, která si pronajala pozemky v okolí hřiště od Lesů ČR a v roce 2006 koupila objekt klubovny s přilehlými pozemky. Od té doby se snaží v lese vybudovat golfové hřiště. Jelikož hřiště by se mělo nacházet na území přírodního parku Klánovice-Čihalda, vznikla velká petice. Protože golfové greeny by se z biologického hlediska daly považovat za les – byly by to úzké pásy zeleně, kde by docházelo k intenzivnějšímu sešlapávání půdy, zanesení nepůvodních rostlin, okolí hřiště by ovlivňovalo hnojení, apod.

## Turismus
Klánovickým lesem vedou turistické značené trasy  Lesem také vede Naučná stezka Klánovickým lesem a Naučná stezka Lesní galerie I. a II. Cyklisté mohou využít cyklostezky A50, A500 a 8211.Dále stojí za pozornost také pozůstatky zaniklých středověkých vesnic. Nachází se zde rovněž východní pól Prahy.